# Курт фон Кренцки
Курт фон Кренцки (на немски: Curt von Krenzki) е германски офицер, генерал-лейтенант, командвал военната област Солун-Егея по време на Втората световна война.

## Биография
Роден е на 19 февруари 1888 година в главния град на Източна Прусия Кьонигсберг. Постъпва на военна служба на 12 март 1906 година. Служи като фаненюнкер в 79 пехотен полк от 12 март 1906 до 9 август 1914 година. В началото на Първата световна война от 9 август 1914 до 28 март 1915 година е адютант на 2 батальон на 79 полк. По-късно до 26 юни е ротен и батальонен командир на 2 батальон. Ранан е и от 26 юни до 1 септември 1915 година лежи в болница, след което продължава службата си в 79 полк. От 16 октомври 1917 година е адютант на 238 пехотна дивизия и временен командир на 2 батальон на 463 пехотен полк.
След края на войната на 22 февруари 1917 година се връща на служба в 79 полк. На 13 май 1919 година влиза в щаба на 10 бригада на Райхсвера като главен офицер за кадрите. На 16 май 1920 година става адютант на 10 бригада.
На 31 октомври 1938 година излиза в пенсия. От 26 август 1939 година е на разположение на армията и командва Тиловата армия до 1 юли 1941 година.
От 1 юли 1941 година до 1 януари 1943 година командва военната област Солун-Егея в окупирана Гърция, след което преминава във Фюреррезерва. От 1 септември 1943 година до октомври 1944 година отново командва Тиловата армия. В съветски плен е от август 1945 до октомври 1955 година.
Умира на 22 септември 1962 година в Хилдесхайм.

## Звания
- Фенрих (17 ноември 1906);
- Обер-лейтенант (8 октомври 1914);
- Хауптман (18 декември 1915);
- Майор (1 февруари 1927);
- Оберстлейтенант (1 февруари 1914);
- Оберст (1 октомври 1933);
- Генерал-майор(1 август 1936);
- Генерал-лейтенант в оставка (1 април 1939);
- Генерал-лейтенант (1 февруари 1941)[1]

## Награди
- 1914 Железен кръст I
- 1914 Железен кръст II
- Брауншвайгски кръст за военни заслуги II клас
- Кръст на великия херцог Фридрих Август Олденбургски II и I клас
- Кръст на Фридрих Анхалтски
- Бременски ханзейски кръст
- Пруски медал за спасяване на лента
- Значка за раняване, 1918 черна
- Кръст на честта на фронтовака
- Медал за прослужени години във Вермахта IV до I клас[1]